# ヴァネッサ・グスメロリ
ヴァネッサ・グスメロリ（フランス語: Vanessa Gusmeroli、1978年9月19日 - ）は、フランス・アヌシー出身の女性フィギュアスケート選手で現在は国際スケート連盟公式審判員。1998年長野オリンピック、2002年ソルトレイクシティオリンピック女子シングルフランス代表。水上スキーヤーとしても活動。

## 経歴
フランスのアヌシーに生まれ、6歳ころにスケートを始めた。スケーターとして国際大会にデビューする以前、1991年にヨーロッパの水上スキー大会で2位になったという。
1994-1995年シーズン、世界ジュニア選手権に出場し5位となった。翌1995-1996年シーズンの世界ジュニア選手権では6位と前年より順位を下げたが、フランス代表としてシニアの欧州選手権と世界選手権にも出場。欧州選手権では8位、世界選手権では14位となった。
1996-1997年シーズンより本格的にシニアに参戦。フランス選手権でスルヤ・ボナリーに次ぐ2位となり、再び欧州選手権と世界選手権代表となった。地元フランスのパリで開催された1997年欧州選手権では予選とショートプログラムで3位につけていたが、フリースケーティングで大きく順位を落とし総合6位に終わった。しかし、スイスローザンヌで行なわれた1997年世界選手権ではタラ・リピンスキー、ミシェル・クワンに次ぐ3位となり銅メダルを獲得した。
1997-1998年のオリンピックシーズン、フランス選手権で3位となりスルヤ・ボナリー、レティシア・ユベールとともに長野オリンピック代表となった。長野オリンピックではショートプログラムで8位と出遅れ、フリースケーティングで追い上げたものの総合6位に終わりメダル獲得はならなかった。
2002年、2度目のオリンピック出場となったソルトレイクシティオリンピックでは、ショートプログラム10位、フリースケーティング17位となり、総合16位に終わった。オリンピック後にアマチュアを引退。プロとしての活動とともに教員の資格を取得、また、2003年の水上スキー世界選手権において、銀メダルに輝いた。2005年以降、国際スケート連盟公認の技術審判員として活動している。2009年、交際相手のマチュー・ヨストとの間に女児が誕生。

## 主な戦績
| 大会/年        | 1994-95 | 1995-96 | 1996-97 | 1997-98 | 1998-99 | 1999-00 | 2000-01 | 2001-02 |
| -------------- | ------- | ------- | ------- | ------- | ------- | ------- | ------- | ------- |
| オリンピック   |         |         |         | 6       |         |         |         | 16      |
| 世界選手権     |         | 14      | 3       | 16      | 5       | 4       | 9       |         |
| 欧州選手権     |         | 8       | 6       | 11      | 5       | 4       | 9       | 11      |
| フランス選手権 | 7       | 5       | 2       | 3       | 2       | 1       | 1       | 1       |
| 世界Jr.選手権  | 5       | 6       |         |         |         |         |         |         |
| NHK杯          |         | 6       |         | 4       | 5       |         |         |         |
| KSM            |         |         |         |         |         |         |         | 1       |

### シニア
| 2003-2004 シーズン   |                                                              |      |    |    |      |
| 開催日               | 大会名                                                       | 予選 | SP | FS | 結果 |
| 2003年10月6日-9日    | ニース杯（ニース）                                           | -    | 2  | 2  | 2    |
| 2001-2002 シーズン   |                                                              |      |    |    |      |
| 開催日               | 大会名                                                       | 予選 | SP | FS | 結果 |
| 2002年2月9日-21日    | ソルトレイクシティオリンピック（ソルトレイクシティ）         | -    | 10 | 17 | 16   |
| 2002年1月14日-19日   | 2002年ヨーロッパフィギュアスケート選手権（ローザンヌ）       | 4    | 9  | 12 | 11   |
| 2001年10月10日-13日  | カールシェーファーメモリアル（ウィーン）                     | -    | 3  | 1  | 1    |
| 2000-2001 シーズン   |                                                              |      |    |    |      |
| 開催日               | 大会名                                                       | 予選 | SP | FS | 結果 |
| 2001年3月17日-25日   | 2001年世界フィギュアスケート選手権（バンクーバー）           | 3    | 8  | 10 | 9    |
| 2001年1月22日-27日   | 2001年ヨーロッパフィギュアスケート選手権（ブラチスラヴァ）   | 6    | 4  | 14 | 9    |
| 2000年11月23日-25日  | ISUグランプリシリーズ ラリック杯（パリ）                     | -    | 3  | 4  | 4    |
| 2000年11月7日-12日   | ISUグランプリシリーズ スパルカッセン杯（ゲルゼンキルヒェン） | -    | 3  | 7  | 6    |
| 1999-2000 シーズン   |                                                              |      |    |    |      |
| 開催日               | 大会名                                                       | 予選 | SP | FS | 結果 |
| 2000年3月26日-4月2日 | 2000年世界フィギュアスケート選手権（ニース）                 | 7    | 4  | 4  | 4    |
| 2000年2月6日-13日    | 2000年ヨーロッパフィギュアスケート選手権（ウィーン）         | 4    | 3  | 3  | 4    |
| 1998-1999 シーズン   |                                                              |      |    |    |      |
| 開催日               | 大会名                                                       | 予選 | SP | FS | 結果 |
| 1999年3月21日-28日   | 1999年世界フィギュアスケート選手権（ヘルシンキ）             | 2    | 3  | 5  | 5    |
| 1999年2月6日-13日    | 1999年ヨーロッパフィギュアスケート選手権（プラハ）           | 2    | 5  | 6  | 5    |
| 1998年12月2日-6日    | ISUグランプリシリーズ NHK杯（札幌）                          | -    | 4  | 4  | 5    |
| 1998年11月20日-22日  | ISUグランプリシリーズ ラリック杯（パリ）                     | -    | 4  | 3  | 3    |
| 1997-1998 シーズン   |                                                              |      |    |    |      |
| 開催日               | 大会名                                                       | 予選 | SP | FS | 結果 |
| 1998年3月28日-4月5日 | 1998年世界フィギュアスケート選手権（ミネアポリス）           | 7    | 9  | 19 | 16   |
| 1998年2月8日-20日    | 長野オリンピック（長野）                                     | -    | 8  | 6  | 6    |
| 1998年1月10日-18日   | 1998年ヨーロッパフィギュアスケート選手権（ミラノ）           | -    | 8  | 11 | 11   |
| 1997年11月27日-30日  | ISUチャンピオンシリーズ NHK杯（長野）                        | -    | 5  | 4  | 4    |
| 1997年11月13日-16日  | ISUチャンピオンシリーズ ラリック杯（パリ）                   | -    | 5  | 3  | 3    |
| 1997年11月6日-9日    | ISUチャンピオンシリーズ スケートカナダ（ハリファックス）     | -    | 11 | 5  | 6    |